# Szczmiel biały
Szczmiel biały, rami, ramia indyjska (Boehmeria nivea (L.) Gaudich.) – gatunek byliny z rodziny pokrzywowatych (Urticaceae). Pochodzi z umiarkowanych stref klimatycznych Chin, Japonii, z Malezji i Australii. W Afryce spotkać go można w Algierii, Egipcie i Kamerunie. Uprawiany w Indonezji, byłym ZSRR, USA i Brazylii. Posiada najdłuższe komórki ze wszystkich organizmów należących do królestwa roślin, osiągające do 50 cm długości.

## Morfologia

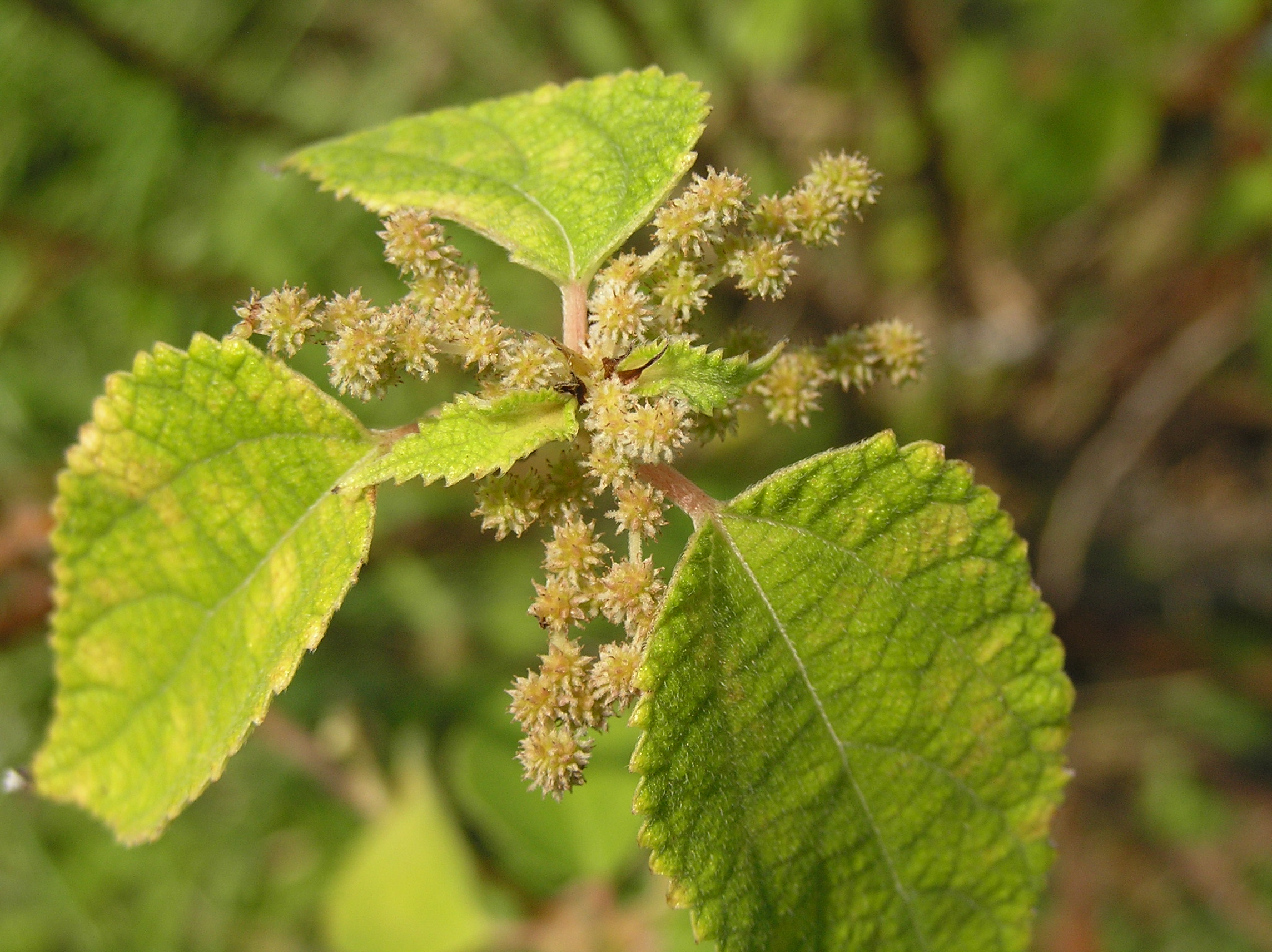
Owoce

PokrójKrzew lub półkrzew.
ŁodygaOsiąga wysokość do 2,5 m, wytwarza grube kłącza oraz nierozgałęzione, nadziemne formy łodyg.
LiścieDość duże, sercowate lub szeroko-jajowate z piłkowanym brzegiem. Od spodu owłosione, koloru srebrzysto-białego.
KwiatyDrobne, wiatropylne, zebrane w kwiatostany lub wiechy.
OwoceOrzeszek.

## Zastosowanie
Roślina włóknodajna dostarczająca cennego włókna o nazwie „ramia”, otrzymywanego z łodyg. Włókno używane jest do wyrobu różnego typu sznurów, lin, tkanin, na obicia mebli.